# Godzina pąsowej róży (film)
Godzina pąsowej róży – polski film fabularny z 1963 r. nakręcony na podstawie powieści Marii Krüger pod tym samym tytułem.

## Fabuła
Film w komediowy sposób przedstawia współczesną nastolatkę Anię, która za pomocą magicznego zabiegu przenosi się w czasie do lat osiemdziesiątych XIX wieku. Wynika z tego wiele zabawnych sytuacji – dla dziewczyny tamten świat fin de siècle’u wydaje się śmieszny i anachroniczny, a ona sama zyskuje opinię osoby postrzelonej, a nawet chorej psychicznie. Żyjąc w świecie przeszłości Ania przeżywa romantyczną przygodę zakochując się w pewnym młodym chłopaku.

## Obsada
- Elżbieta Czyżewska − Ania
- Lucyna Winnicka − Eleonora, cioteczna prababka Ani
- Jerzy Nasierowski − Karol
- Wiesława Mazurkiewicz − Wanda, matka Ani i Ewy
- Barbara Ludwiżanka − gosposia Genowefa
- Roman Stankiewicz − Adam, ojciec Ani i Ewy
- Alicja Pawlicka − Ewa, siostra Ani
- Kazimierz Wichniarz − mecenas Kępski, przyjaciel domu
- Jerzy Karaszkiewicz − Jan Dorosz, mąż Ewy
- Andrzej Tomecki − zegarmistrz S. Zenit
- Barbara Horawianka − wychowawczyni Felicja
- Teofila Koronkiewicz − przełożona pensji
- Wiesława Kwaśniewska − Teresa, przyjaciółka Ani
- Krystyna Sienkiewicz − koleżanka Karola, wnuczka na plaży
- Aleksander Dzwonkowski − nauczyciel
- Włodzimierz Nowak − kolega Karola, właściciel motoru
- Czesław Przybyła
- Bogna Sokorska − panna Wacia, śpiewaczka
- Witold Kałuski − podrywacz na ulicy
- Zofia Saretok - Sewerynka, panna na pensji